# 린단
린단(중국어: 林丹, 병음: Lín Dān, 한자음: 임단, 1983년 10월 14일~)은 중화인민공화국의 배드민턴 선수이다. 하카계 출신이며, ‘슈퍼 단’(Super Dan, 超級丹)이라는 애칭으로 불리기도 한다. 그는 남자 단식에서 매우 뛰어난 성적을 기록해 동시대 선수들 중 최고의 선수라는 평가를 받기도 하며, 일부에서는 그가 역대 최고의 선수라는 평가도 존재한다.
린단은 2008 베이징 올림픽 배드민턴 남자 단식에서 금메달을 획득했으며, 역대 선수들 중 유일하게 세계 선수권 대회 남자 단식에서 3년 연속 우승을 달성한 기록(2006~2008)을 갖고 있다. 그는 전영 오픈에서도 4회 우승(2004, 2006, 2007, 2009)하였으며, 국가대항 대회에 중국 국가대표로 출전하여 토마스 컵에서의 최근 4회 우승(2004, 2006, 2008, 2010) 및 수디르만 컵에서의 3회 연속 우승(2005, 2007, 2009) 달성에 중요한 역할을 하였다. 2010년 아시안 게임에서 대회 최우수 선수상(MVP)을 수상했다.

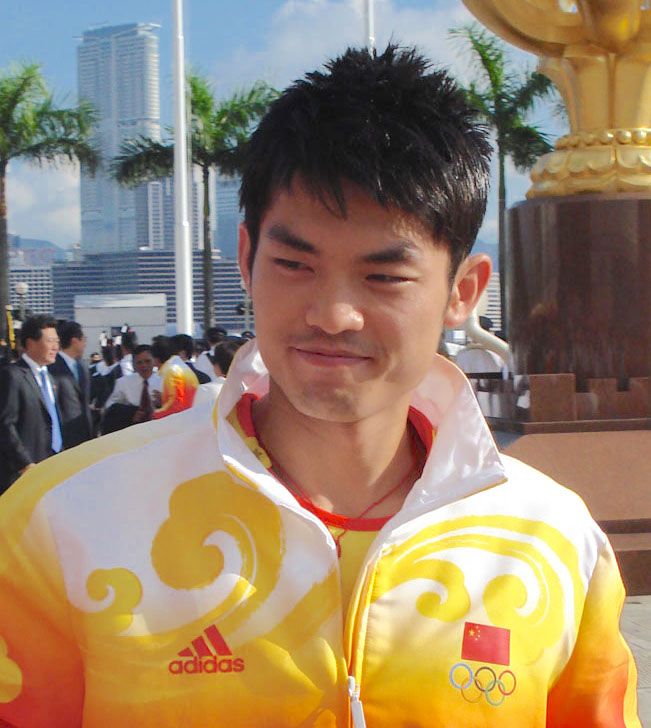
2008년 하계 올림픽 당시의 린단

## 우승
| 순위                | 경기   | 연도 | 장소                                  |
| ------------------- | ------ | ---- | ------------------------------------- |
| 하계 올림픽         |        |      |                                       |
| 1                   | 단식   | 2008 | 중국 베이징                           |
| 1                   | 단식   | 2012 | 영국 런던                             |
| 세계 선수권 대회    |        |      |                                       |
| 1                   | 단식   | 2009 | 인도 하이데라바드                     |
| 1                   | 단식   | 2007 | 말레이시아 쿠알라룸푸르               |
| 1                   | 단식   | 2006 | 스페인 마드리드                       |
| 2                   | 단식   | 2005 | 미국 캘리포니아주 애너하임            |
| 아시안 게임         |        |      |                                       |
| 2                   | 단체전 | 2014 | 대한민국 인천                         |
| 1                   | 단식   | 2014 | 대한민국 인천                         |
| 1                   | 단체전 | 2010 | 중국 광저우                           |
| 1                   | 단식   | 2010 | 중국 광저우                           |
| 1                   | 단체전 | 2006 | 카타르 도하                           |
| 2                   | 단식   | 2006 | 카타르 도하                           |
| 3                   | 단체전 | 2002 | 대한민국 부산                         |
| 동아시아 경기 대회  |        |      |                                       |
| 1                   | 단체전 | 2009 | 중국 홍콩 SAR                         |
| 2                   | 단식   | 2009 | 중국 홍콩 SAR                         |
| 중국 전국 체육 대회 |        |      |                                       |
| 1                   | 단식   | 2009 | 중국 산동성                           |
| 1                   | 단식   | 2005 | 중국 강소성                           |
| 2                   | 단식   | 2001 | 중국 광동성                           |
| 토마스 컵           |        |      |                                       |
| 1                   | 단체전 | 2010 | 말레이시아 쿠알라룸푸르               |
| 1                   | 단체전 | 2008 | 인도네시아 자카르타                   |
| 1                   | 단체전 | 2006 | 일본 선대 및 동경                     |
| 1                   | 단체전 | 2004 | 인도네시아 자카르타                   |
| 3                   | 단체전 | 2002 | 중국 광주                             |
| 수디르만 컵         |        |      |                                       |
| 1                   | 단체전 | 2009 | 중국 광주                             |
| 1                   | 단체전 | 2007 | 스코틀랜드 글래스고                   |
| 1                   | 단체전 | 2005 | 중국 북경                             |
| 2                   | 단체전 | 2003 | 네덜란드 아인트호벤                   |
| 월드컵              |        |      |                                       |
| 1                   | 단식   | 2006 | 중국 이양                             |
| 1                   | 단식   | 2005 | 중국 이양                             |
| 국제 대회           |        |      |                                       |
| 1                   | 단식   | 2010 | 리닝 차이나 마스터스 슈퍼 시리즈      |
| 1                   | 단식   | 2010 | 아시아 선수권 대회                    |
| 1                   | 단식   | 2009 | 리닝 차이나 오픈 슈퍼 시리즈          |
| 1                   | 단식   | 2009 | 요넥스 프랑스 오픈 슈퍼 시리즈        |
| 1                   | 단식   | 2009 | 리닝 차이나 마스터스 슈퍼 시리즈      |
| 1                   | 단식   | 2009 | 요넥스 전영 오픈 슈퍼 시리즈          |
| 1                   | 단식   | 2008 | 리닝 차이나 오픈 슈퍼 시리즈          |
| 1                   | 단식   | 2008 | 타이완 오픈 그랑프리 골드             |
| 1                   | 단식   | 2008 | 윌슨 스위스 오픈 슈퍼 시리즈          |
| 1                   | 단식   | 2007 | 요넥스-선라이즈 홍콩 오픈 슈퍼 시리즈 |
| 1                   | 단식   | 2007 | 덴마크 오픈 슈퍼 시리즈               |
| 1                   | 단식   | 2007 | 차이나 마스터스 슈퍼 시리즈           |
| 1                   | 단식   | 2007 | 요넥스 전영 오픈 슈퍼 시리즈          |
| 1                   | 단식   | 2007 | 요넥스 독일 오픈                      |
| 1                   | 단식   | 2007 | 요넥스 코리아 오픈 슈퍼 시리즈        |
| 1                   | 단식   | 2006 | 요넥스 재팬 오픈                      |
| 1                   | 단식   | 2006 | 요넥스-선라이즈 홍콩 오픈             |
| 1                   | 단식   | 2006 | 마카오 오픈                           |
| 1                   | 단식   | 2006 | 타이완 오픈                           |
| 1                   | 단식   | 2006 | 요넥스 전영 오픈                      |
| 1                   | 단식   | 2005 | 요넥스-선라이즈 홍콩 오픈             |
| 1                   | 단식   | 2005 | 차이나 마스터스                       |
| 1                   | 단식   | 2005 | 요넥스 재팬 오픈                      |
| 1                   | 단식   | 2005 | 독일 오픈                             |
| 1                   | 단식   | 2004 | 차이나 오픈                           |
| 1                   | 단식   | 2004 | 독일 오픈                             |
| 1                   | 단식   | 2004 | 레알크레딧 덴마크 오픈                |
| 1                   | 단식   | 2004 | 요넥스 전영 오픈                      |
| 1                   | 단식   | 2004 | 스위스 오픈                           |
| 1                   | 단식   | 2003 | 차이나 오픈                           |
| 1                   | 단식   | 2003 | 홍콩 오픈                             |
| 1                   | 단식   | 2003 | 레알크레딧 덴마크 오픈                |
| 1                   | 단식   | 2002 | 누노피 코리아 오픈                    |
| 2                   | 단식   | 2009 | 윌슨 스위스 오픈 슈퍼 시리즈          |
| 2                   | 단식   | 2008 | 요넥스-선라이즈 홍콩 오픈 슈퍼 시리즈 |
| 2                   | 단식   | 2008 | 요넥스 전영 오픈 슈퍼 시리즈          |
| 2                   | 단식   | 2008 | 요넥스 코리아 오픈 슈퍼 시리즈        |
| 2                   | 단식   | 2006 | 프로톤 말레이시아 오픈                |
| 2                   | 단식   | 2005 | 프로톤 말레이시아 오픈                |
| 2                   | 단식   | 2005 | 요넥스 전영 오픈                      |
| 2                   | 단식   | 2003 | 독일 오픈                             |
| 2                   | 단식   | 2003 | 요넥스 재팬 오픈                      |
| 2                   | 단식   | 2001 | 레알크레딧 덴마크 오픈                |
| 2                   | 단식   | 2001 | 아시아 배드민턴 챔피언십              |
| 3                   | 단식   | 2008 | 아시아 선수권 대회                    |
| 3                   | 단식   | 2007 | 프랑스 오픈 슈퍼 시리즈               |
| 3                   | 단식   | 2007 | 요넥스 재팬 오픈 슈퍼 시리즈          |
| 3                   | 단식   | 2007 | 윌슨 스위스 오픈 슈퍼 시리즈          |
| 3                   | 단식   | 2006 | 차이나 오픈                           |
| 3                   | 단식   | 2006 | 차이나 마스터스                       |
| 3                   | 단식   | 2006 | 요넥스 독일 오픈                      |
| 3                   | 단식   | 2005 | 아비바 싱가포르 오픈                  |
| 3                   | 단식   | 2004 | 댜럼 인도네시아 오픈                  |
| 3                   | 단식   | 2004 | 요넥스 재팬 오픈                      |
| 3                   | 단식   | 2003 | 요넥스-선라이즈 싱가포르 오픈         |
| 3                   | 단식   | 2002 | 전영 오픈                             |
| 주니어 대회         |        |      |                                       |
| 1                   | 단식   | 2001 | 네덜란드 주니어 대회                  |
| 1                   | 단식   | 2001 | 독일 주니어 대회                      |
| 1                   | 단체전 | 2000 | 세계 주니어 선수권 대회               |
| 1                   | 단체전 | 2000 | 아시아 주니어 선수권 대회             |
| 1                   | 단식   | 2000 | 아시아 주니어 선수권 대회             |
| 3                   | 단식   | 2000 | 세계 주니어 선수권 대회               |